# Kościół św. Dominika w Bierzwiennej Długiej
Kościół świętego Dominika w Bierzwiennej Długiej – rzymskokatolicki kościół parafialny należący do parafii pod tym samym wezwaniem (dekanat kłodawski diecezji włocławskiej).
Rozpoczęcie budowy kościoła poprzedziło rozebranie starej budowli, ponieważ nowa miała zostać wybudowana na jej miejscu. Pierwsza dostawa materiałów budowlanych przybyła z Cegielni Imiłowski i Ska z Blizny koło Koła, w dniu dnia 8 listopada 1900 roku i była to cegła palona czerwona. Mury zostały wzniesione do 1902 roku, kiedy to została dostarczona ostatnia partia cegły. Po zakończeniu budowy świątyni w stanie surowym, odbyła się jej konsekracja. Aktu tego dokonał biskup Kazimierz Ruszkiewicz sufragan diecezji warszawskiej, w dniu 8 września 1904 roku.
Kościół został zbudowany w stylu neoromańskim na planie prostokąta. Mury powstały z czerwonej cegły. Wzdłuż ścian znajdują się nieduże przypory. Okna i drzwi są otoczone ceglanymi łukami. Okna są umieszczone symetrycznie po cztery w ścianach nawy, kolejnych sześć znajduje się w prezbiterium. Na fasadzie frontowej kościoła nad głównym wejściem jest umieszczone owalne okno. Okna zostały wykonane z żelaza, natomiast szyby posiadają różne barwy. Fasada świątyni jest prostą ścianą, zwieńczoną frontonem z żelaznym krzyżem na szczycie. W fasadzie tuż pod owalnym oknem znajduje się ceglany krzyż. Jedynym motywem zdobniczym są wykusze w formie ceglanych okien. Fasada znajduje się w zachodniej części świątyni. Kościół nakrywa dwuspadowy dach pokryty blachą cynkową. Przy połączeniu dachu i muru biegnie prosty ceglany fryz. Na wysokości ołtarza głównego na środku dachu znajduje się sygnaturka. Oprócz tego jest tam umieszczony żelazny krzyż pokazujący miejsce gdzie w kościele znajduje się prezbiterium. Do świątyni wchodzi się przez cztery wejścia. Główne wejście jest wtopione w elewację frontową. Portalem drzwi są zakładające się na siebie łuki. W niszy tej znajdują się masywne podwójne dębowe drzwi o barwie naturalnego drewna. Drugie wejście jest umieszczone w południowej ścianie świątyni. Pozostałymi wejściami są: to od strony zakrystii i kaplicy. Budowla jest trójnawowa. Granice naw są wyznaczone przez proste filary. Nawa główna prowadzi do prezbiterium natomiast boczne do ołtarzy bocznych. Sklepienie świątyni w nawach jest wyłożone drewnem, przy czym w nawie głównej ma formę beczkowatą, natomiast w bocznych jest to prosty sufit. Kaplica obecnie pełni funkcję kaplicy przedpogrzebowej, chociaż bezpośrednio po zakończeniu II wojny światowej pełniła funkcję podręcznego magazynu a nawet pomieszczenia gdzie znajdował się piec ogrzewający świątynię. Tuż nad głównym wejściem do świątyni wkomponowana jest arkada chóru, gdzie są umieszczone organy. Parapet chóru posiada formę prostego muru. Wejście na chór znajduje się pod nim w nawie bocznej na prawo od głównego wejścia.